# Popiće
Pour les articles homonymes, voir Popice.
Popiće (en serbe cyrillique : Попиће) est un village de la municipalité de Tutin, dans le district de Raška, en Serbie. Au recensement de 2011, il comptait 277 habitants.

## Démographie
| 1948 | 1953 | 1961 | 1971 | 1981 | 1991 | 2002 | 2011 |
| ---- | ---- | ---- | ---- | ---- | ---- | ---- | ---- |
| 288  | 353  | 386  | 218  | 291  | 339  | 314  | 277  |

|  |